# Stazione di Nakatsu (Hankyū)
La stazione di Nakatsu (中津駅?, Nakatsu-eki) è una stazione delle Ferrovie Hankyū situata nel quartiere di Kita-ku a Osaka, nella zona di Umeda. La stazione ha quattro binari per le linee Kōbe e Takarazuka, mentre i binari della linea linea Kyōto passano a fianco della stazione senza avere a disposizione marciapiedi, e per questo tutti i treni diretti o provenienti da Kyoto saltano Nakatsu. Nelle vicinanze si trova la stazione di Nakatsu della metropolitana di Osaka, ma le due non sono collegate direttamente.

## Binari
| 1 | ■ Linea Kobe (Direzione ovest)      | Per Jūsō・Nishinomiya-kitaguchi・Sannomiya・Shinkaichi                |
| 2 | ■ Linea Kobe (Direzione sud)        | Per Umeda                                                             |
| 3 | ■ Linea Takarazuka (Direzione nord) | Per Jūsō・Toyonaka・Ishibashi・Minoo・Kawanishi-Noseguchi・Takarazuka |
| 4 | ■ Linea Takarazuka (Direzione sud)  | Per Umeda                                                             |